# 가메야마시
가메야마시(일본어: 亀山市)는 일본 미에현 북부에 있는 시이다.
에도 시대에는 이세 가메야마번의 성시이자 도카이도에서 스즈카 고개를 넘어 놓여 있는 가메야마주쿠의 역참 마을로 번창했다. 메이지 시대 이후에는 간사이 철도의 개통과 참궁선의 분기점으로 번창했다.
초는 도시의 전통적인 생산품이고, 샤프는 2004년 1월 8일부터 가메야마에 세계에서 가장 큰 LCD 공장 중 하나를 가동하기 시작했다.

## 지리
미에현 북중부에 위치하고 동쪽은 스즈카시, 서쪽은 이가시, 남쪽은 쓰시, 북쪽은 시가현 고카시와 각각 접한다. 시내 북서부에는 스즈카 산맥이, 남서부에는 누노비키 산지가 있다. 면적의 반 이상이 산림이지만 산업별 취업 인구에서는 1차 산업보다 2차 산업 취업자 비율이 높다.

## 역사
- 1954년 10월 1일 - 스즈카군 가메야마정, 히루오촌, 이타가와촌, 노노호리촌, 가와사키촌이 합병해 가메야마시가 성립하였다.
- 2002년 1월 14일 - 샤프의 공장 진출이 발표되었다.
- 2004년 1월 8일 - 샤프 가네야마 공장이 가동을 개시하였다. 주로 평판 디스플레이 AQUOS을 생산하였다.
- 2005년 1월 11일 - 가메야마시와 세키정이 신설 합병해 새로운 가메야마시가 성립하였다.
- 2005년 3월 29일 - 새로운 시가가 결정되었다.
- 2007년 4월 15일 - 오전 12시 19분에 미에현 중부 지진이 발생하였다.
- 2008년 2월 21일 - 인구가 5만 명을 돌파하였다.

## 교통

### 철도
- 도카이 여객철도
  - 간사이 본선
    - (← 스즈카시 가사도역) - 이다가와역 - 가메야마역

  - 기세이 본선
    - 가메야마역 - 시모노쇼역 - (쓰시 이신덴역 →)
- 서일본 여객철도
  - 간사이 본선
    - 가메야마역 - 세키역 - 가부토역 - (이가시 쓰게역 →)

### 도로
- 히가시메이한 자동차도(일본어판)
- 이세 자동차도(일본어판)
- 신메이신 고속도로
- 국도 1호선
- 국도 25호선
- 국도 제306호선 (일본)(일본어판)

## 인구
| 연도 | 인구   | ±%     |
| ---- | ------ | ------ |
| 1960 | 39,148 | —      |
| 1970 | 37,817 | −3.4%  |
| 1980 | 40,578 | +7.3%  |
| 1990 | 45,045 | +11.0% |
| 2000 | 46,606 | +3.5%  |
| 2010 | 51,047 | +9.5%  |

## 기후
| 가메야마시의 기후                                            | 가메야마시의 기후 | 가메야마시의 기후 | 가메야마시의 기후 | 가메야마시의 기후 | 가메야마시의 기후 | 가메야마시의 기후 | 가메야마시의 기후 | 가메야마시의 기후 | 가메야마시의 기후 | 가메야마시의 기후 | 가메야마시의 기후 | 가메야마시의 기후 | 가메야마시의 기후 |
| 월                                                           | 1월               | 2월               | 3월               | 4월               | 5월               | 6월               | 7월               | 8월               | 9월               | 10월              | 11월              | 12월              | 연간              |
| ------------------------------------------------------------ | ----------------- | ----------------- | ----------------- | ----------------- | ----------------- | ----------------- | ----------------- | ----------------- | ----------------- | ----------------- | ----------------- | ----------------- | ----------------- |
| 역대 최고 기온 °C (°F)                                       | 16.9 (62.4)       | 21.2 (70.2)       | 25.6 (78.1)       | 29.9 (85.8)       | 32.9 (91.2)       | 35.4 (95.7)       | 38.3 (100.9)      | 37.9 (100.2)      | 35.7 (96.3)       | 32.7 (90.9)       | 25.9 (78.6)       | 21.5 (70.7)       | 38.3 (100.9)      |
| 일평균 최고 기온 °C (°F)                                     | 8.8 (47.8)        | 9.6 (49.3)        | 13.5 (56.3)       | 19.1 (66.4)       | 23.5 (74.3)       | 26.3 (79.3)       | 30.2 (86.4)       | 31.7 (89.1)       | 27.7 (81.9)       | 22.3 (72.1)       | 16.8 (62.2)       | 11.3 (52.3)       | 20.1 (68.1)       |
| 일일 평균 기온 °C (°F)                                       | 4.3 (39.7)        | 4.7 (40.5)        | 8.0 (46.4)        | 13.2 (55.8)       | 18.0 (64.4)       | 21.6 (70.9)       | 25.6 (78.1)       | 26.7 (80.1)       | 23.0 (73.4)       | 17.4 (63.3)       | 11.7 (53.1)       | 6.6 (43.9)        | 15.1 (59.1)       |
| 일평균 최저 기온 °C (°F)                                     | 0.1 (32.2)        | 0.3 (32.5)        | 3.0 (37.4)        | 7.9 (46.2)        | 12.9 (55.2)       | 17.6 (63.7)       | 22.1 (71.8)       | 22.9 (73.2)       | 19.2 (66.6)       | 13.0 (55.4)       | 6.8 (44.2)        | 2.2 (36.0)        | 10.7 (51.2)       |
| 역대 최저 기온 °C (°F)                                       | −5.8 (21.6)       | −6.5 (20.3)       | −4.4 (24.1)       | −1.0 (30.2)       | 3.7 (38.7)        | 9.6 (49.3)        | 14.0 (57.2)       | 14.4 (57.9)       | 8.1 (46.6)        | 1.9 (35.4)        | −1.7 (28.9)       | −5.4 (22.3)       | −6.5 (20.3)       |
| 평균 강수량 mm (인치)                                        | 57.3 (2.26)       | 68.8 (2.71)       | 120.0 (4.72)      | 153.4 (6.04)      | 203.0 (7.99)      | 255.8 (10.07)     | 211.2 (8.31)      | 180.8 (7.12)      | 284.1 (11.19)     | 178.8 (7.04)      | 81.3 (3.20)       | 59.3 (2.33)       | 1,853.7 (72.98)   |
| 평균 강수일수 (≥ 1.0 mm)                                     | 8.1               | 8.7               | 10.9              | 10.1              | 10.7              | 12.6              | 12.1              | 10.3              | 12.1              | 10.0              | 6.8               | 7.5               | 119.9             |
| 평균 월간 일조시간                                           | 145.6             | 142.9             | 176.3             | 191.1             | 196.4             | 145.1             | 163.9             | 195.1             | 149.8             | 158.1             | 154.3             | 155.3             | 1,973.7           |
| 출처: 일본 기상청 (평년값: 1991년~2020년, 극값: 1979년~현재) |                   |                   |                   |                   |                   |                   |                   |                   |                   |                   |                   |                   |                   |

## 자매 도시
- 일본 나라현 고세시(1998년)
- 일본 오사카부 하비키노시(1998년)